# Brookfield (Misuri)
Brookfield es una ciudad ubicada en el condado de Linn en el estado estadounidense de Misuri. En el Censo de 2010 tenía una población de 4542 habitantes y una densidad poblacional de 408,78 personas por km².

## Geografía
Brookfield se encuentra ubicada en las coordenadas 39°47′7″N 93°4′41″O / 39.78528, -93.07806. Según la Oficina del Censo de los Estados Unidos, Brookfield tiene una superficie total de 11.11 km², de la cual 11.07 km² corresponden a tierra firme y (0.37%) 0.04 km² es agua.

## Demografía
Según el censo de 2010, había 4542 personas residiendo en Brookfield. La densidad de población era de 408,78 hab./km². De los 4542 habitantes, Brookfield estaba compuesto por el 95.42% blancos, el 1.32% eran afroamericanos, el 0.29% eran amerindios, el 0.29% eran asiáticos, el 0% eran isleños del Pacífico, el 0.62% eran de otras razas y el 2.07% pertenecían a dos o más razas. Del total de la población el 2.05% eran hispanos o latinos de cualquier raza.